# Gjoko Hadžievski
Gjoko Hadžievski (* 31. März 1955 in Bitola) ist ein ehemaliger nordmazedonischer Fußballspieler und -trainer.

## Karriere
Hadžievski begann seine Karriere bei FK Karaorman und spielte unter anderem auch bei FK Teteks Tetovo und FK Pelister Bitola.
1988 wurde Hadžievski beim FK Pelister Bitola als Trainer eingestellt. 1991 wechselte er zu Vardar Skopje. Mit dem Verein wurde er 1992/93 und 1994/95 mazedonischer Meister. 1993 und 1995 gewann er mit dem Verein den Mazedonischen Fußballpokal. Zwischen 1996 und 1999 leitete er die mazedonische Nationalmannschaft. 2001 unterschrieb er einen Vertrag bei Vardar Skopje. Mit dem Verein wurde er 2001/02 und 2002/03 mazedonischer Meister. Hadžievski stand von 2003 bis 2007 bei den griechischen Vereinen FC Kastoria, Doxa Dramas und bulgarischen Wichren Sandanski unter Vertrag. 2007 wechselte er zum aserbaidschanischen FK Baku. Mit dem Verein wurde er 2008/09 aserbaidschanischer Meister. 2011 wechselte er nach Vorderasien. Danach trainierte er bei Najran SC, Al Taawoun FC, Hatta Club, Emirates Club und Hajer FC.

## Erfolge
Vardar Skopje
- Mazedonischer Meister: 1992/93, 1994/95, 2001/02, 2002/03
- Mazedonischer Pokalsieger: 1992/93, 1994/95

FK Baku
- Aserbaidschanischer Meister: 2008/09